# Alexander Bastek
Alexander Bastek (* 1973 in Essen) ist ein deutscher Kunsthistoriker und Museumsleiter.

## Leben
Alexander Bastek studierte Kunstgeschichte, Geschichte und Philosophie an der Ruhr-Universität Bochum und der Universität Hamburg. Ein Auslandsstudium führte ihn an die Scuola Normale Superiore in Pisa. Seine Magisterarbeit in Hamburg beschäftigte sich mit dem Kunstkritiker Emil Heilbut. 2005 wurde er in Hamburg mit einer Dissertation über Ferdinand Brütt zum Dr. phil. promoviert.
Schon während des Studiums arbeitete er an Projekten am Museum Folkwang Essen, der Hamburger Kunsthalle und dem Niedersächsischen Landesmuseum Hannover. Seine erste Anstellung hatte er ab 2005 im Museum Giersch in Frankfurt am Main. Hier kuratierte er Ausstellungen mit Schwerpunkt Kunst des 19. und frühen 20. Jahrhunderts.
Zum 1. Dezember 2008 wurde er als Nachfolger von Brigitte Heise zum Leiter des Museums Behnhaus Drägerhaus berufen. Im Museumsverbund der Lübecker Museen, verwaltet durch die Kulturstiftung Hansestadt Lübeck, dient das Haus als Galerie des 19. Jahrhunderts und der Klassischen Moderne.

## Werke
- Ferdinand Brütt und das städtisch-bürgerliche Genre um 1900. Weimar: VDG 2007 ISBN 978-3-89739-550-3, zugl. Diss. Hamburg 2005

### Ausstellungskataloge
- Von Köpfen und Körpern: Frankfurter Bildhauerei aus dem Städel. Frankfurt a. M.: Städel / Frankfurt a. M.: Museum Giersch 2006 ISBN 978-3-935283-11-3
- Mattheuer, Tübke, Triegel: eine Frankfurter Privatsammlung. Petersberg: Imhof 2007 ISBN 978-3-86568-329-8
- Ferdinand Brütt: 1849–1936, Erzählung und Impression. Petersberg: Imhof 2007 ISBN 978-3-86568-230-7
- Die Kaisergalerie im Frankfurter Römer = The emperors' gallery in the Frankfurt "Römer". Petersberg: Imhof 2007 ISBN 978-3-86568-297-0
- Volker Bartsch, Bildhauer – Maler – Graphiker, sculptor – painter – graphic artist. Petersberg: Imhof 2008 ISBN 978-3-86568-440-0
- Anton Radl: 1774–1852; Maler und Kupferstecher. Petersberg: Imhof 2008 ISBN 978-3-86568-360-1
- „An den Wassern Babylons saßen wir“: Figurationen der Sehnsucht in der Malerei der Romantik; Ferdinand Olivier und Eduard Bendemann. Petersberg: Imhof 2009 ISBN 978-3-86568-514-8
- Kunst, Küche und Kalkül: Carl Friedrich von Rumohr (1785–1843) und die Entdeckung der Kulturgeschichte. Petersberg: Imhof 2010 ISBN 978-3-86568-591-9
- Edvard Munch, Holzschnitte: aus einer norwegischen Privatsammlung. Petersberg: Imhof 2011 ISBN 978-3-86568-681-7
- Der schwedische Impressionist Anders Zorn (1860–1920). Petersberg: Imhof 2012 ISBN 978-3-86568-741-8
- Lyonel Feininger, Lübeck – Lüneburg. Petersberg: Imhof 2013 ISBN 978-3-86568-983-2
- Johann Wilhelm Cordes : wilde Jagd und weite Landschaft. Lübeck: Museum Behnhaus Drägerhaus 2013 ISBN 978-3-942310-05-5
- (mit Anna Pfäfflin) Thomas Mann und die bildende Kunst. Petersberg: Imhof 2014 ISBN 978-3-7319-0101-3
- Carl Wilhelm Götzloff (1799–1866); ein Dresdner Landschaftsmaler am Golf von Neapel. Petersberg: Imhof 2014 ISBN 978-3-7319-0047-4
- (mit Tilmann von Stockhausen und Elise Ditmars) Niederländische Moderne – die Sammlung Veendorp aus Groningen. Petersberg: Imhof [2015/2016] ISBN 978-3-7319-0263-8
- Erich Klahn, Ulenspiegel: 1901–1978. Petersberg: Imhof 2015 ISBN 978-3-7319-0164-8
- (mit Jacob Helbo Jensen) Møder: dansk og tysk malerkunst 1860–1960 / Begegnungen: deutsche und dänische Malerei 1860–1960.  Petersberg: Imhof [2016] ISBN 978-3-7319-0385-7
- (mit Jan Zimmermann) Fotografie in Lübeck 1840–1945. Petersberg: Imhof [2016] ISBN 978-3-7319-0366-6
- Hundert Meisterwerke: die Sammlung des Museums Behnhaus Drägerhaus Lübeck. Petersberg: Imhof [2017] ISBN 978-3-7319-0598-1